# Mariana Mazza
Pour les articles homonymes, voir Mazza.
Mariana Mazza (née le 5 juillet 1990) est une humoriste québécoise d'origine uruguayenne et libanaise. Elle est aussi actrice, elle est apparue notamment dans les films Bon Cop, Bad Cop 2 en 2017, avec entre autres Patrick Huard et Colm Feore, ainsi que dans De père en flic 2 sorti la même année, mettant en vedette Louis-José Houde et Michel Côté.

## Humour
Mariana Mazza fait ses débuts en humour sur la scène, entre autres, du Couscous Comedy Show et du Grand Rire de Québec.
En 2013, elle participe à En route vers mon premier gala Juste pour rire où elle se classe parmi les quatre finalistes, aux côtés de Virginie Fortin, Phil Roy et Alex Douville.
Par la suite, elle participe à l'événement Avenir Lac Mégantic et fait les premières parties de Messmer à l'Olympia de Paris et celles de Peter MacLeod.
En 2014, elle est sacrée « Révélation du festival Juste pour rire », à la suite de son passage au gala Sexe opposé, animé par Maxim Martin et Anaïs Favron.
En 2017, elle reçoit l'Olivier de l'humoriste de l'année pour son spectacle Femme ta gueule.
Le 13 décembre 2021, Mazza publie un vidéo viral sur son compte Instagram où elle fait une parodie d'une audition pour l'émission Occupation double. Dans ce vidéo, elle tente de faire valoir ses atouts à l'humoriste Jay Du Temple, l'animateur de l'émission depuis 2017.
En 2022, elle remporte l’Olivier de l’année au Gala les Olivier.

### Mazza/Fortin
En 2013, Mariana Mazza et Virginie Fortin présentent leur spectacle Mazza/Fortin : chacun son show, dans le cadre du Zoofest. C'est après ce succès que les deux humoristes décident d'unir leurs forces pour créer leur « Two Women Show » : Mazza/Fortin : 2 révélations, 1 incontournable. La première a eu lieu le 1er mai 2014, au Théâtre St-Denis.

## Télévision
Mariana Mazza est collaboratrice à l'émission Alors on jase et contribue également à l'émission Cliptoman à Musique Plus. À l'automne 2014, elle anime l'émission In chalet sur la chaîne Unis.
Depuis 2015, elle incarne Stéphanie dans la série à sketches MED, présentée sur les ondes de VRAK. Elle fait également partie des collaboratrices de la quotidienne Code F.
Le 1er mai 2016, elle participe au dernier épisode de la saison de Tout le monde en parle pour présenter son premier One woman show.
Dans une émission de la quatrième saison de Les Pêcheurs parue en octobre 2016, elle joue son propre rôle alors qu'elle reçoit l'hameçon de pêche de Martin Petit dans la figure (celui-ci s'accroche dans sa narine). L'émission se déroule majoritairement à l'hôpital, où elle attend les soins requis par cet incident.

## Filmographie
- 2017 : Bon Cop, Bad Cop 2 d'Alain DesRochers : MC
- 2017 : De père en flic 2 d'Émile Gaudreault : Elissa
- 2020 : Femme ta gueule, le film d'Alec Pronovost : elle-même
- 2021 : Maria d'Alec Pronovost : Maria
- 2022 : Lignes de fuite de Catherine Chabot et Miryam Bouchard (en) : Sabina

## Littérature
Marina Mazza s'intéresse aussi à l'écriture de romans. En 2022, elle publie son premier roman; Montréal Nord sous les Éditions Québec Amérique. Dans cet œuvre, Mazza raconte l'histoire de Marina qui grandit dans un milieu multiculturel d'une communauté tissée serrée. En 2024, elle publie son deuxième roman intitulé Rivière-des-Prairies  qui décrit l'expérience rocambolesque qu'est l'adolescence.
Lors de son passage au balado La vie sociale en février 2025, animé par Karl Hardy et Camille DS, Mariana Mazza a révélé s’être déjà mariée. Elle a toutefois nommé ne pas vouloir divulguer plus d’informations, car le sujet sera abordé dans son prochain roman.